# پیز سارسورا
پیز سارسورا (به لاتین: Piz Sarsura) یک کوه در سوئیس است که در کانتون گراوبوندن واقع شده‌است. پیز سارسورا ۳٬۱۷۸ متر بالاتر از سطح دریا واقع شده‌است.